# 花柳杏奈
花柳 杏奈（はなやぎ あんな、2002年5月17日 - ）は、日本のAV女優。ティーパワーズ所属。

## 略歴
2022年3月、Fitch専属女優としてAVデビュー。同年9月よりアタッカーズへ移籍。
2023年1月、専属を離れ企画単体女優へ転向したことを自身のTwitterで発表した。また同ツイート内で、企画単体女優として前年10月から様々なメーカーで撮影を行っていたことも明かした。
2025年5月には『TREND GIRLS撮影会2025』に参加し、谷間ざっくりな水着スタイルが報道された。

## 人物
奈良県出身。
趣味はショッピング、特技は絵。
性の目覚めは、自分でも何時だったか分からないくらい小さな頃で、日常的に気持ちいいことをしており、小学5年生の時には携帯電話で言葉を調べているうちにAVの存在を知り、それ以降はAVを見ながらオナニーをするようになった。ただし、自分のしている行為が「オナニー」であると自覚したのは高校生になってからである。
小学4年生の頃から胸が大きくなり始めたが本人は無頓着で、友達からブラジャーをしないと透けてしまうことを教えられるまでブラを着けていなかった。
初体験は高校生の時で、相手は親ほど年の離れたバイト先の店長。彼とのドライブデート中に自ら告白とキスをし、車の中でセックスをした。デビュー前の経験人数はこの時の彼1人だけである。またデビュー作のオナニーシーンで使用しているバイブは、この彼からプレゼントされた物である。
彼と別れた寂しさを紛らわすためにしていたオナニーのおかずとして、本格的にAVを見るようになる。その際、作品に出演していた女優たちがみんな気持ち良さそうにしていたのを羨ましく感じ、「チャンスがあるなら私もやってみたい。人生で後悔が残らないように興味を持った世界には飛び込んでやろう」と思ったのがデビューのきっかけとなる。
AVライターの芝田カズは「デビュー作からリズミカルなグラインド騎乗位を見せた技巧派であることを論評。同じくAVライターのさおりは「圧をかけてホールドするパイズリ」、「バブみたっぷりの授乳手コキ」、「卑猥なアヘ顔」を決め技として紹介した。

## 作品
◎はBD版発売作品。

### アダルトDVD
- 新人 敏感過ぎるGカップ現役女子大生 花柳杏奈19歳 AVデビュー（3月15日、Fitch）
- 大絶頂138回 膣奥痙攣108回 潮マン汁1750cc 快感値∞ 19歳 美巨乳ボディ濃密トランス4本番（4月19日、Fitch）
- 人生初の生中解禁 完全主観で逆バニーがめっちゃ気持ち良くしてくれる 発射無制限!濃厚中出しソープランド（5月17日、Fitch）
- オヤジのハメ撮りドキュメント ねっとり濃厚に貪り尽くす体液ドロドロ汗だく性交（6月21日、Fitch）
- むっちり美巨乳ナイスボディの女子大生は性欲剥き出しチ○ポ中毒!（7月19日、Fitch）
- 追姦キメセク潮吹き絶頂 逃げ込んだ部屋の住人まで欲情させてしまう犯された女子大生の体液したたる美巨乳ボディ（8月16日、Fitch）
- 妻の連れ子は俺好みのオンナでした。（10月4日、アタッカーズ）
- 性欲が有り余る俺らの性処理をしてくれる女子マネージャー。（11月1日、アタッカーズ）
- 義父に10秒だけの約束で挿入を許したら…相性抜群過ぎて絶頂してしまった私。（12月6日、アタッカーズ）

- ぷるるんGカップの敏感過ぎる現役女子大生 花柳杏奈8時間BEST（2月21日、Fitch）※単体ベスト
- 担任教師 教え子と’卒業まで’のお別れ旅行 花柳杏奈（2月27日、First Star）
- 絶対連射 恵体密着ささやき淫語痴女回春エステ 花柳杏奈（4月4日、MOODYZ）
- 行列が出来る中出し中毒公衆便女 濃厚オヤジの追撃種付けプレス20連発大乱交 花柳杏奈（4月4日、ワンズファクトリー）
- 最低10発はヌクッ!! 巨乳を震わせながらイキまくる何発でも中出しOKの巨乳媚薬サロン 花柳杏奈（4月11日、unfinished）
- イッてもイッても止まらない快楽地獄SEX! マ●コに空き時間を与えない激しすぎるSEXが無限に続く120分! 花柳杏奈（4月11日、セレブの友）
- 陰湿クレーマーに乳首が勃起していると口コミされ、変態たちのたまり場にされた自宅開業サロン 欲求不満のエステティシャンの敏感乳首こねくり集団レ×プ 花柳杏奈（4月18日、OPPAI）
- 昔は細身で地味だったのに… 再会したらムッチムチで性欲旺盛な幼馴染の豊満な肉体に僕の精子は限界まで搾り取られてしまった。 花柳杏奈（4月25日、マドンナ）
- 自宅に預けられた隠れヤリマン巨乳姪っ子J系のおっぱいに勃起したらデカチンがバレてパイズリフェラで精子が出なくなるまで遊ばれ続けた挟射生活。 花柳杏奈（5月2日、LUNATICS）
- 夢のハーレム一夫多妻 金は無いけど爆乳と愛に溢れた子作り生活 松本菜奈実 小花のん 花柳杏奈 弥生みづき（5月2日、MOODYZ）
- 自律神経ぶっ飛んだ! 汗だく絶頂激イキSEX!! 2 花柳杏奈（5月9日、セレブの友）
- 一流女子大マスク美女の皆さん! 顔出さないでいいのでおっぱい見せてくれませんか? 顔絶対NGと言われたけど本編内限定で顔晒し! おっぱい揉みまくって発情させて、生ハメSEXまでしちゃいました! 顔出てるとは知らずイキまくってるアヘ顔必見です!（5月12日、赤面女子）
- 清楚なGcup美少女をナンパ→ ヤリ捨てしようとしたら正体は絶倫ビッチ 見た目とは正反対のエグい痴女テクで 10発強制射精の返り討ちにあったヤリチンの悲劇 花柳杏奈（5月16日、E-BODY）
- デカ尻ボインでムッチムチ♪ 花柳杏奈（5月16日、MARRION）
- お金欲しさに軽い気持ちで臨んだパパ活。 case.12 巨乳女子大生 あんな（5月16日、MAXING）
- しつけのために預かった姪っ子のノーパン誘惑に我慢できない! 小悪魔おしっこ飲ませ痴女の飲尿クンニおま○こ擦り付け性交 花柳杏奈（6月6日、ワンズファクトリー）
- 派遣マッサージ師にきわどい秘部を触られすぎて、快楽に耐え切れず寝取られました。 花柳杏奈（6月13日、ダスッ!）
- 実写でも! ヤラせてくれる先輩 FANZA同人ランキング日間1位週間1位月間1位シリーズ総販売数30万部超 花柳杏奈 花狩まい（6月20日、MOODYZ）
- 絶倫爆乳ぬるぬる泡姫 色白マシュマロボディGカップ 花柳杏奈（6月22日、hawaii）
- 巨乳マゾセフレ 杏奈 21歳（7月4日、グローリークエスト）
- スペンス乳腺開発クリニック 花柳杏奈（7月18日、OPPAI）
- 隣の変態大家におっぱいを揉まれ毎日犯されてます 花柳杏奈（8月8日、unfinished）
- Gカップ少女のレズ解禁ドキュメント。憧れと快感と緊張とほんの少しの不安の中でGカップ美巨乳の少女はレズの匠に囲まれてイキまくる 花柳杏奈 波多野結衣 推川ゆうり（8月8日、ビビアン）
- 夫には言えない… お義父さんに時短中出しで孕まされたなんて ―肉欲の虜になった肉感爆乳妻― 花柳杏奈（8月11日、人妻花園劇場）
- 義父とパパ活 お小遣い欲しさに義父を誘惑する小悪魔嫁 花柳杏奈（8月15日、アクアモール/エマニエル）
- 修学旅行中、地味メガネ巨乳をお風呂に誘ったら… ビチョ濡れでW爆乳揉みまくり中出しできちゃった普段は地味な僕…。 花柳杏奈 美園和花（8月15日、MOODYZ）
- 新しくできた彼女と初めてエッチするためラブホに来たら… 想像以上のエロ爆乳で何度もイカせて何度も中出ししちゃいました 花柳杏奈（8月22日、クリスタル映像/e-kiss）
- ‘言葉巧み’に騙されて大人たちに種付けされた私 ～4SEX～ 花柳杏奈（8月22日、セレブの友）
- 朝から晩まで中出しセックス 52 花柳杏奈（8月24日、アイエナジー）
- 真・時間が止まる腕時計 パート27 花柳杏奈 谷あづさ 真矢みつき 都崎あやめ 宮間さつき（9月7日、ROCKET）
- 素人いじめられたい女子 中田氏の中出し ハンバーガー店勤務 あんな 20歳 グラマーミニマムGカップ巨乳ちゃん! SEXヤリたいと頼まれたら断れない! 彼氏いないけどセフレは数人いるドM!（9月7日、プラム）
- 就活のため居候してる親戚宅でヒキニート姉ちゃんがだらしなエロいデカ尻デカ乳を無防備にぷるんぷるんさせててもうガマンできそうにない 花柳杏奈（9月12日、アリスJAPAN）
- 2泊3日の相部屋出張 出張先のお風呂に巨乳部下が入ってきた… そのままおっぱじまるナマ中出し性交 花柳杏奈（9月19日、本中）
- エロすぎる同居人 ～ドスケベ姉妹と1K同居生活～（9月19日、E-BODY）
- めちゃシコ美少女マスターみちきんぐ×MOODYZ初コラボ!! 禁欲部 ～女生徒達に調教性教育実習～ 花柳杏奈 柏木こなつ 小花のん 倉本すみれ（10月3日、MOODYZ）
- ボクの家に入り浸るロリ巨乳の幼なじみにザーメンを搾取される日々 花柳杏奈（10月10日、K-Tribe）
- 黒人解禁 真・黒い衝撃 花柳杏奈（10月24日、バミューダ/妄想族）
- マッチングアプリで知り合った巨乳タダマン女は仕事中でも生でヤらせてくれる地元のヤリマンコンビニ店員でした（11月9日、DANDY）
- 倉庫勤務中でも拒めずやらせてくれる地味巨乳パート妻は騎乗位になると物凄いこねくり腰で中出しをせまるエロ狂いに豹変（11月9日、ナチュラルハイ）
- ナチュラルハイ秋スペシャル 敏感（恥）巨乳痴漢 2023 完全版 10人全員SEX 乳揉み羞恥Ver. 2枚組500分（11月9日、ナチュラルハイ）
- Red Dragon 花柳杏奈（11月14日、ゴールド/妄想族）
- 近所で巨乳すぎるとウワサの地味っこ店員さん 花柳杏奈（11月14日、K-Tribe）
- ご主人様を華麗なドSプレイで性癖グチャグチャにする拘束 × 監禁の射精監獄メイド強性奉仕プリズン 花柳杏奈 椿りか 和久井美兎（11月14日、Million）
- 久しぶりに会ったむっちりセフレと感度爆アゲ媚薬キメセク 花柳杏奈（11月20日、プラネットプラス/七狗留）
- 花柳杏奈ちゃん、タオル1枚男湯入ってみませんか? HARD（11月23日、SODクリエイト）
- わいせつ行為対策護身術 「感じてる顔を見せてはいけません」 感じてると暴漢をつけあがらせる! 何をされても無反応（11月23日、SHIGEKI）
- 優しくて綺麗な育児中のママさん! 「早漏に悩む童貞君の暴発改善のお手伝いしてくれませんか?」 2 母性溢れる可愛いママさんが早漏すぎる童貞君にムラムラ膣キュンしちゃって生中出し筆おろしSPECIAL!（11月24日、赤面女子）
- 快楽に理性は崩壊。 止まない絶頂と覚醒汗だく中出しセックス 花柳杏奈（11月28日、TEPPAN）
- 実写版 夏の通り雨 見知らぬ中年男に雨宿り中の濡れ透け女子学生は犯されて 原作:やすの岬 発行部数:9.5万部 同人コラボ映像化作品 花柳杏奈（12月5日、kawaii*）
- え? すれてない? 美容室アシスタント あんな 21さい（12月7日、プラム）
- バスト97cm爆乳関西ガール! 敏感乳首を触られて恥ずかしがりながらニッコリ♡ 花柳杏奈（12月19日、S-Cute）※配信作品のDVD版。

- 風俗フルコース! 何度も射精させられる極上ハーレムセックス! 綾瀬こころ 花柳杏奈 都月るいさ（1月9日、unfinished）
- 羞恥! 美少女完全淫乱♀化ビッグバンローター 電圧85倍! 電マ以上に強力な振動で容赦無く野外失禁させる爆弾ローターをキツマンに挿入して、潮吹きアクメデート! 43分後に「今すぐに此処でハメて」と懇願する従順エロマンペット（1月11日、サディスティックヴィレッジ）
- 素人バラエティ 田舎のお嬢さま学校のJ〇校生が挑戦するうぶっ娘手コキチャレンジ! 射精できれば脱出、ダメなら即ハメ中出し! 巨大すぎるデカチンに「恥怖っ!」♡ なのに興奮してわざと失敗しちゃうなんて!（1月11日、サディスティックヴィレッジ）
- ラブラブカップル同士が互いのパートナーを交換するスワッピングゲームに挑戦!! 相手の彼女 & 彼氏をより多くイカせたら賞金100万円!? 勝利の為にエグイほどのエロスキル発動ww 賞金の為に恋人の目の前で他人と生挿入中出しSEX!? 5（1月12日、赤面女子）
- 乳肉、尻肉祭り! 花柳杏奈と台本なしのぶっつけ本番!!（1月20日、プラネットプラス/七狗留）
- アナルのシワの数までハッキリわかる! ノーモザイク連続絶頂アナル見せオナニー 22（1月25日、アイエナジー）
- 「社長の業務管理のために徹底マネジメントいたします」 進化する秘書の平然ツン顔（1月25日、SHIGEKI）
- 羞恥! 彼氏連れ素人娘をマシンバイブでこっそり攻めまくれ! 24 素人 VS マシンバイブ 激安居酒屋にマジックミラー特設スタジオを設置 ハッピーメリーマシンバイブ! クリも子宮もまとめて絶頂させる激ピス波動エグち!（1月25日、サディスティックヴィレッジ）
- 巨乳デリヘル Hカップ 花柳杏奈（1月30日、ゲインコーポレーション）
- オイルで乳房をテカテカにして男を何度もイカせるささやき巨乳メンズエステ -million-（1月30日、Million）
- いじわるご奉仕 癒しの巨尻ソープ嬢 花柳杏奈（2月6日、MARRION）
- 極秘入手! アンケート会場で昏睡レイプされる清楚な女性達!（2月13日、セレブの友）
- マシュマロHカップ巨乳美女がハマる性感ぬるぬる絶頂オイルマッサージ 花柳杏奈（2月16日、MAXING）
- 訳あり・問題ありの巨乳冒険者たちに囲まれてセックス三昧!? 女性ばかりのパーティにヒーラーの僕が加入した結果 実写版 異世界ハーレム漫画を初映像化!! 柏木こなつ 三岳ゆうな 花柳杏奈（2月20日、E-BODY）
- 顔出し解禁!! マジックミラー便 Fカップ以上!! ピッタピタのニット巨乳女子大生編 8人全員SEXスペシャル!! 街で男の目を釘付けにするパイスラ女子の着衣巨乳を揉んで揺らして鷲掴み! 初めてのパイズリ挟射! おっぱい激揺れSEX!（2月20日、DEEP'S）
- 地味メガネ巨乳肉感むちむちボディに挟まれて何度もイカされるW密着おっぱい無制限射精ソープ 花柳杏奈 夕美しおん（2月27日、痴女ヘブン）
- 鍼灸院すどう 盗撮り下ろし 10 特別編 妊活中の京なまりのべっぴんさんおっぱいデカイすけべボディ! オイルで我を忘れて快感絶頂アクメ（3月7日、プラム）
- スカートの隙間から滑り込む指入れ痴漢で着衣のまま何度もイカされた敏感地味娘 2（3月7日、ナチュラルハイ）
- 元陰キャの巨乳ヤリマン妹がエロすぎて、お兄ちゃんはもう…!! 実写版 ヤリマンだけどお兄ちゃんのことが大好きな金髪ギャルで巨乳の妹と生姦中出しヤリまくり! 花柳杏奈（3月19日、無垢）
- 花柳杏奈 2枚組ハイパーベスト8時間50分（4月23日、セレブの友）※単体ベスト
- 一般男女モニタリングAV 素人大学生の性欲徹底検証 朝までエッチしなければ賞金10万円! 終電を逃した男女の友達はラブホテルで2人っきりになったら1発10万円の連続射精セックスに挑戦してしまうのか!? 15 彼氏がいてもラブホテルのエッチな雰囲気に呑まれた女子大生オマ○コが男友達のフル勃起チ○ポを生挿入で人生初の中出しセックス!! 4組み合計17発を完全収録!（5月7日、DEEP'S）
- 同人サークル入りませんか? 全員オタクのシェアハウスで男はボク1人。毎日爆乳美女たちとヤリまくり! 花柳杏奈 胡桃さくら 千石もなか（5月14日、ROOKIE）
- マゾ乳中出し Hカップ 花柳杏奈（5月21日、ゲインコーポレーション）
- マジックミラー号 都内有数のお嬢様大学に通う高学歴女子大生に 100の淫語を言わせたら、純白のパンツに染みをつくってしまうのか検証!!  …結果、自らち○ぽを求めてしまうほどに発情、前戯不要な濡れ濡れま○こに生挿入!? 2（5月23日、SODクリエイト）
- 「誰か… 誰か助けて…」 声にならない悲鳴!  喘ぎ声も出せず声を押し殺し… 敏感制服美少女図書館内中出し痴漢 4（6月18日、カルマ）
- 巨乳水泳部員 媚薬漬けレイプ合宿 美園和花 胡桃さくら 花柳杏奈（6月25日、REAL）
- 卒業の危うい巨乳女子○生の乳首を完全開発 チクハラ教師にチクビだけで何度も何度もイカされる乳首イキ凌辱（6月25日、REAL）
- 【自撮り】どこでもオナ4 露出癖アリ変態素人10名 駐車場・公衆トイレ等で全裸自慰（6月25日、S級素人）
- 近親夜這いじゃぁ 生中出し 5  (撮り下ろし)（7月11日、プラム）
- 北関東圏某老舗旅館オーナー撮影動画流出 美少女を狙った睡眠薬昏睡いたずら動画 case04（7月16日、カルマ）
- はめキャン ソロキャンプ女子と即日セックス 02（7月19日、プレステージ）
- 一般男女モニタリングAV 巨乳女子大生さん! タオル一枚男湯でチ○ポ洗ってもらえませんか? 4  男性客のフル勃起チ○ポに囲まれ恥じらいながらもしごいてしゃぶってザーメン抜きまくり! 過激なミッションでオマ○コが火照ってしまいそのまま汗だく中出しSEX! 総発射22発 恥じらいながらも賞金欲しさにエスカレートしていく敏感JD!（8月20日、DEEP'S）
- 遂に流出! マッサージ界で暗躍するセクハラ施術師たちの隠し撮り種付けセックス映像集!（9月24日、セレブの友）
- わせてワンチャン!? 神出鬼没のまんベロ女子 飲みベーションHyper! 酒ブーストMAXの爆乳GALSと真っ向勝負大乱交!（10月1日、桃太郎映像出版）
- 変態パーソナルトレーナーの密室・密着セクハラトレーニングのマル秘映像集! Vol.2（10月8日、セレブの友）
- ん? 目の錯覚か…違う! たわわな乳がゆっさゆさ 隣に引っ越してきたノーブラノーパン巨乳奥さんが無自覚風な浮き乳首とまんチラで挑発してきた!（10月15日、OPPAI）
- クラスで目立たないむっつりスケベ地味女子は密室に男の子を誘い連続射精させる変態少女（11月7日、ナチュラルハイ）
- 爆乳絶頂ソープ ヌルヌル柔乳でおっぱいマッサージ! 4人の激カワ泡姫（11月26日、ブラックドッグ/妄想族）

- カルト信者の巨乳秘書を緊縛調教 花柳杏奈 緊縛解禁（1月14日、ROOKIE）
- 「私たちってそんなに魅力ないかな?」 あざとすぎる胸開きニット巨乳女子がボクのチ○ポをシェアしまくり大乱交!（1月28日、Hunter）
- 入居者歓迎! ちょっと危険でエッチなタワマン妻王様ゲーム! そのタワマンでは新しい人が入居すると歓迎会と称し王様ゲームが行われる定例理事会があり出席者ほぼ全員参加でまさかの展開!（1月14日、Hunter）

### アダルトVR
- 【時間無制限! 発射無制限!】 即完売で予約の取れない人気・売上No.1のむっちり風俗嬢による【淫語・寸止め・イチャイチャプレイ】極エロご奉仕! 【Gcupパイズリ連発】＆生ハメで【口内射精・挟射2発射・中出し2発射】ゴムNG! 子作り孕ませOK! 高級ソープ 花柳杏奈（2月19日、こあらVR）
- 【脚フェチルーズソックス特化VR】14人完全撮りおろし（2月28日、こあらVR）
- 顔面特化アングルVR ～逆バニー家庭教師～ 花柳杏奈（3月22日、KMPVR）
- ずっと見つめながら手コキしてあげる♡（4月2日、KMPVR）
- もちぷにGcupオッパイ × 肉感ボディでご奉仕!! 巨乳メイドの完全射精サポート性活 花柳杏奈（4月15日、KMPVR）
- 骨折して動けない患者のアナタを喰らう肉食巨乳モンスターナースVR 花柳杏奈（4月18日、kawaii*）
- ノーモザフェラVR（4月24日、KMPVR）
- ボクのチ●ポと恋心を鷲掴みにするぷにもち乳の幼馴染のお節介パイズリ 花柳杏奈（5月28日、KMPVR）
- 「女ってチョロいからチ●ポ挿れたらすぐに好きになるよな笑」 クソ生意気だが身体はエロい教え子を体罰代わりの中出しレ●プしたら目をハートにしてセックス懇願してきた話 花柳杏奈（6月12日、E-BODY）
- 子犬に転生したら女子●生に飼われた件 沙月恵奈 花柳杏奈 有加里ののか 園田かのこ（8月31日、TMA）
- 全く私に勃たなくなってしまった旦那をどうしても勃起させたくて、巨乳の友達2人とハーレムした件。（10月12日、SODクリエイト）
- 8K VRでおっぱいを堪能!! 天然ふわトロおっぱいでご奉仕してくれる爆乳メイド 花柳杏奈（10月21日、KMPVR）
- 子供の少ない田舎地域で発育し続ける姪っ子に耐えきれず中出し性交してしまった。 花柳杏奈（10月30日、SODクリエイト）
- 天井特化アングルVR ～杏奈ちゃんのおっぱいを堪能せよ～ 花柳杏奈（11月4日、KMPVR）
- ボクに優しい豊満ツイン爆乳パイパンでムチムチの肉感MAXボディに埋もれながら何度も抜かれまくった性春。 水原みその 花柳杏奈（11月6日、KMPVR-彩-）
- マンネリ解消の解決策がHcup & Gcup爆乳姉妹と中出し姉妹丼 花柳杏奈 乙アリス（11月11日、kawaii*）
- リモート会議中なのに画面外からブルンッと飛び出すGcupデカ乳見せつけ攻撃で誘惑されて我慢できず画面向こうの上司にこっそりハメまくった在宅露出テレワーク【上半身はお仕事中 下半身はお痴事中】 花柳杏奈（11月30日、アリスJAPAN）
- おっぱいフードデリバリー ドジっ子爆乳配達員から乳揺らし生ハメで抜かれまくった話 花柳杏奈（12月4日、KMPVR）
- 街でたまたま遭遇した友達のお姉ちゃんが試着室でこっそり密着筆下ろしSEXさせてくれた最高の休日 花柳杏奈（12月7日、SODクリエイト）

- いっぱい舐めてあげるから、オナニーしてね♡（1月8日、KMPVR）
- 高飛車巨乳OLに媚薬を使ったら「まだ抜かないで」って懇願するほどチ●ポ大好きなスケベ女になっちゃった 花柳杏奈（1月24日、P-BOX VR）
- 妹系G-cupエステティシャンの甘々ナメ回しマッサージでフル勃起したボクに生ハメ中出しまでさせてくれた最強メンエス 花柳杏奈（2月7日、P-BOX VR）
- 濡れたシャツから天使の贈り物のようなふわふわの柔乳がこんにちわ。 花柳杏奈（2月16日、KMPVR）
- 着衣に隠されたやわ乳 オトナになっても一途な従妹のパイズリに心を奪われるボク 花柳杏奈（2月29日、KMPVR-彩-）
- 美女8人のケツ穴くぱぁ～を近距離ガン見VR 2（4月10日、P-BOX VR）
- 操り同窓会 エロい巨乳になっていた元いじめっ子たちを中出し肉便器にしてやったw 優梨まいな さつき芽衣 逢月ひまり 花柳杏奈（6月7日、ナチュラルハイ）

### アダルト配信
- やなぎ（2月17日、素人ホイホイZ）
- YANAGI（2月24日、素人ホイホイSH）
- 【最強カワイイZ世代爆乳女子】 Hカップのおっぱいを無邪気に揺らして推し活中♪ お金のためならチ●ポもハメちゃうイマドキオタク女子登場!! バニーコスが史上NO.1で似合いすぎ!! 若さ溢れるぷるぷるムチムチわがままボディを全力堪能!! 発情メス化で理性失い痙攣絶頂連発!! Z世代って超エロいww発射し放題で5連発!!【訳アリZ世代.1】あんな 20歳 ネカフェでバイト（2月24日、SUKEKIYO）
- 【見事な初潮吹き】元カレといろいろあり男付き合いに消極的だった専門学生女子が意を決してAV出演。巨乳に感度良好ボディに初めてとは思えない潮吹き…… 彼氏無しにしておくには勿体ない逸材でした。 ネットでAV応募→AV体験撮影 1948 あんな 20歳 専門学生 (服飾系)（3月1日、シロウトTV）
- 百戦錬磨のナンパ師のヤリ部屋で、連れ込みSEX隠し撮り 279 あんな 20歳 マッチングした女 方言が可愛い服飾学生とマッチング→家に連れ込み! 服の上からまるわかりの大きなおっぱいをバッチリ盗撮! 爆乳を揺らしながらブリンとしたお尻を打ち付け大胆騎乗位! こちらも負けじと腰を振ると喘ぎ声が部屋中に響く!（3月7日、ナンパTV）
- アンナ（3月8日、えちえち素人）
- 豊潤Gcupモロ出し逆バニーあんな《現役JDレイヤーと生中コスPlay性交》推しレイヤーと個別撮影会! チャイナコスからはみ出るG乳谷間&網タイに勃起不可避!! 堪らずお金を渡しホテinエチエチ撮影START!? /『おちんちん大好き♪』反り勃つおチ●ポにメロメロ… /// ジュボフェラ&パイズリに発射秒読み生挿入! 敏感キツキツマ●コにガチハードピストン! 止められない連続絶頂→パイ射…! / 逆バニーコスに着替え二回戦開催! 『だめって言ったのに…』制止を無視して妊娠覚悟の膣内中出しフィニッシュ! 【しろうとハメ撮り＃あんな＃20歳＃コスプレイヤー】（3月8日、MOON FORCE）
- かな（3月16日、Cullet）
- あんなちゃん（3月21日、ねっとりフリックス）
- あんな（5月11日、俺の素人-Z-）
- あんな（5月19日、シロパコ）
- 【ガチエロ暴走機関車】むちむちGカップ女子大生!! 「乱暴なくらいが丁度イイ」やわやわ爆乳を欲望のまま揉みしだきまくり!! 激烈ピストンでイキまくる正真正銘エロの逸材を激撮ッ!!!! 【ぱいぱいズリ子。】 あんな・Gカップ 20歳 女子大生（5月20日、BOING）
- あんにゃ（5月22日、ギャルpay）
- あいか（5月24日、卑劣な男に眠らされた女たち）
- あん（5月28日、すっぴん美人）
- せいや（5月30日、密室タクシードライバー）
- あんな 2（7月29日、シロパコ）
- 佐藤さん (pstl011)（8月10日、素人ギャラリー）
- あんなちゃん（8月14日、素人あんあん）
- あんなちゃん 2（8月14日、素人あんあん）
- あんな（8月22日、おっぱいちゃんず）
- あんな（9月1日、E★素人DX）
- あんな 2（9月1日、E★素人DX）
- はな (akmn002)（9月24日、素人ギャラリー）
- あんな (scute1426)（11月10日、S-Cute）
- あんなさん (oreco522)（11月18日、俺の素人-Z-）
- むっちむちGカップおっぱいの童顔美少女が野外で×××! こう見えて性欲 ケダモノ級 。すぐムラムラしちゃうからキャンプにバイブ持参!? 2年越しのチ●ポにハメ潮大放出!! あんな 25歳 スタイリスト（12月26日、OUTDOOR）

- あんな & ゆうり (oreco564)（1月10日、俺の素人-Z-）
- あきほ (ikuiku020)（1月12日、イカセ素人）
- ラグジュTV 1758 佐々木恵梨香 27歳 不動産営業 「性欲を満たしたい…。」グラマラスな美巨乳で誘惑する小悪魔系美女が登場! 男を喜ばせるためのような豊満なバストがたわわに揺れ、一たび肉棒に喰らいついたマ●コは決して離そうとせず…。（1月19日、ラグジュTV）
- anna (sscj016)（2月13日、シロウトソシアルクラブ）
- あんなさん（2月23日、鍼灸院スドウ）
- ＜アンタらおかしいで!?＞ 関西弁でブチキレる彼女…。今回寝盗る子はなんと超激レア! 関西から彼氏と旅行に来たという女子大生の彼女(しかもおっきなおっぱいひっさげて笑)をゲット。旅行中にAV出演を持ちかけると彼は大喜び。彼女も彼の為と決意してしまうが…撮影が始まった瞬間涙目。本気で嫌がるも時既に遅し…。男優一のデカマラに挿入され、未経験の快感を味わう。心身が次第に崩壊していく中更に追い討ちを…背徳鬱ボッキ注意! アンナさん 19歳 居酒屋アルバイト（2月28日、NTR.net）
- あんな (kaku240)（3月15日、KAKUJITSU）
- 【乳圧MAX】【マン圧No.1】乳がデカ過ぎる水泳インスタラクターを彼女としてレンタル! 口説き落として本来禁止のエロ行為までヤリまくった一部始終を完全REC!! デート中からエロい雰囲気むんむんだったけど、セックスが始まると予想以上のセックスモンスターだった件!! どちゃくそエロいパイズリと騎乗位で精子を一滴残らず搾り取る!!【レンタル彼女】（4月21日、プレステージプレミアム）
- あんなさん (srom099)（5月7日、素人まっちんぐ）
- あんなちゃん（6月17日、シロウト速報）
- イキすぎアカンッ! 【乳マン圧NO.1/ミナミの爆乳】「毒素を抜く浄水器があってな～、すぐそこにオフィスあんねん♪よかったら話でも…」 怪しいの浄水器をゴリ押しされ… 目の前の乳のド迫力に圧倒されながらも～胡散臭い話に乗っかり陥落ホテイン! うっすいキャミ一枚の下の爆乳を揉みしだき、カラダ中弄り舐め回すと「アカンッ! ほんまにやめてぇぇえ!」 そのままマン汁大噴射ww ぐしょぐしょテカテカおマ●コの膣圧ハンパないww 美巨尻の奥の奥まで打ちつけガックガクに絶頂ww 「ちゃうっ気持ち良くないッぁああだめイっちゃうぅ!!」マ●コは激ヨワでしたww：case35 スミレちゃん 23歳 浄水器マルチ（6月22日、プレステージプレミアム）
- 清楚Gカップさん（7月23日、浮遊僧）
- マジ軟派、初撮。 2064 あんな 21歳 スタイリスト  【エロすぎ注意報! 大迫力のGカップ巨乳方言女子!】デカチン好きの浪速のセクシー巨乳姉ちゃんがここに爆誕!! 服からはみ出るほどのボインなおっぱい! どんだけ、谷間見せてんねん(笑)「デカチンが子宮にメリメリって入ってくるのがええねん!!!(笑)」突然のびっくり発言(笑) しかも男を骨抜きにするフェラテクニックの持主! そんなヨダレつけて舐めるなんて。。。/// そして、まぁ焦らしてくる(笑) こりゃ何人もの男をイかせてきたのがわかるわ(笑) エロすぎてごめん! 「もっと、突いて! もっと、激しく!」令和の巨乳なダイナマイトボディが自ら動いて動いて、動きまくる!（8月7日、ナンパTV）
- あんな (smuk196)（8月18日、素人ムクムク）
- A203ちゃん & Y203ちゃん (shinki203)（8月30日、蜃気楼）
- G乳台風-タイフーン-直撃。目につけた獲物を悦楽の渦へ…愛する妻がいようとも男を動物化させてしまう恐ろしい痴女に注意。禁断の寝取りドキュメント! 少しでも谷間を見たり気が緩めばベロキスで魅了されてしまう。勝手に挿入、勝手に爆潮、勝手に爆イキ…これぞ性欲モンスターによるやりたい放題SP。【NTRリバース】 かなちゃん 24歳 ジムのインストラクター（11月10日、プレステージプレミアム）

### イメージDVD / BD
- Anna 天使のロマンス（2022年6月2日、REbecca）◎
- Anna2 あんにゃりたーんず（2023年5月18日、REbecca）◎

### デジタル写真集
- 花柳杏奈写真集 Annya（2022年6月17日、HMJM出版、撮影:浜田一喜）
- 花柳杏奈写真集 Shower（2022年6月26日、HMJM出版、撮影:浜田一喜）
- 夢見心地 【グラビア写真集】 花柳杏奈（2024年7月19日、プレステージ出版、撮影：黒澤奨平）
- 夢見心地 【ヌード写真集】 花柳杏奈（2024年7月19日、プレステージ出版、撮影：黒澤奨平）
- 夢見心地 アザーカットエディション 花柳杏奈【グラビア写真集】（2024年10月4日、プレステージ出版、撮影：黒澤奨平）※写真集『夢見心地』の未公開カット集。
- 夢見心地 アザーカットエディション 花柳杏奈【ヌード写真集】（2024年10月4日、プレステージ出版、撮影：黒澤奨平）※写真集『夢見心地』の未公開カット集。

## 出演

### ネット配信
- 大槻ひびきの「お尻ペン吉」だよ! #158（2022年4月15日、ニコニコ生放送）
- リボルバーチャンネルコラボ企画!花柳杏奈さんの巻〜中1で初体験!いきなり外で…〜（2022年8月25日、夕やけちゃんねる/YouTube）
- 普通の大学生が休日にA○に出演。その訳とは?（2022年8月26日、リボルバーチャンネル/YouTube）
- 鶴瓶&ナイナイのちょっとあぶないお正月2025（2025年1月1日、ABEMA）- キャッシュレス決済PayPay美女役

### テレビ
- 魚拓と成瀬のツキとスッポンぽん #426,#427（2022年10月30日,11月6日、パチ・スロ サイトセブンTV）[11][12]

### ラジオ
- KaratLunch（2025年4月10日、渋谷クロスFM） - アシスタントMC

## 掲載

### 雑誌
- 月刊FANZA 2022年6月号（ジーオーティー） - インタビュー「HATSUMONO!」
- 週刊アサヒ芸能 2022年6月30日号（徳間書店） - グラビア「ハタチの好奇心」
- 週刊実話 2022年7月14日号（日本ジャーナル出版） - グラビア「発情ウサギを抱きしめて」